# Haus Elsfleth

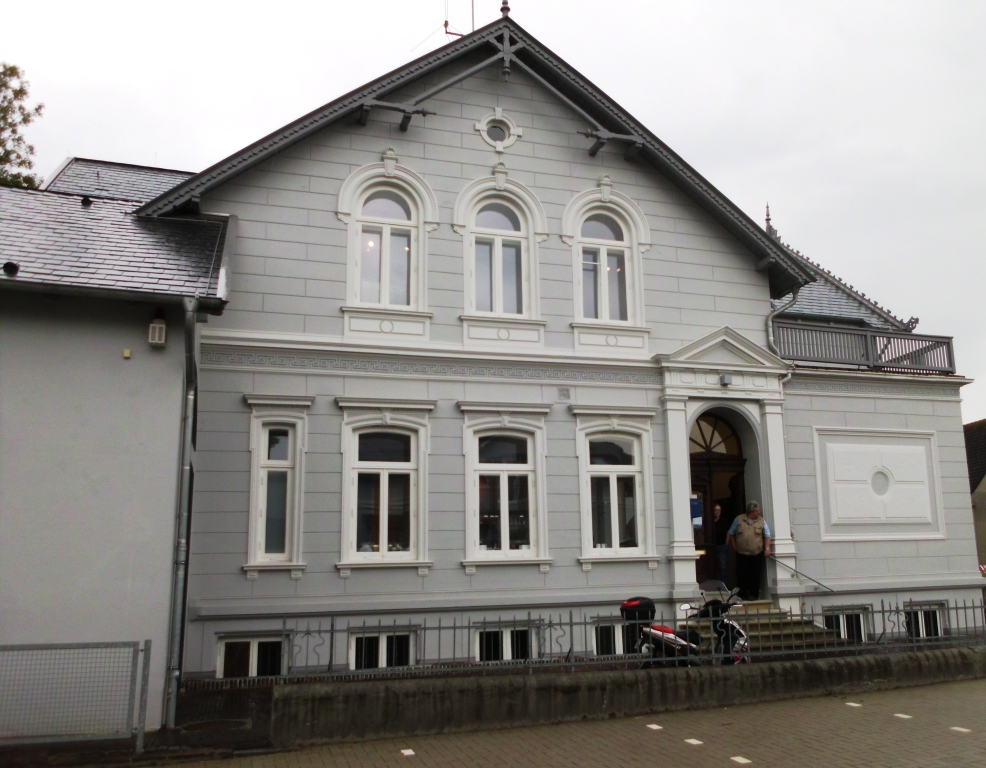
Blick auf das Haus Elsfleth, die ehemalige Villa Steenken, sie gehörte früher C. Steenken, der Vorsitzender der Elsflether Heringsfischerei-Gesellschaft war

Das Haus Elsfleth wurde als Abteilung des Schiffahrtsmuseum der oldenburgischen Unterweser am 14. März 2010 in Elsfleth in der ehemaligen Villa Steenken eröffnet. In der Villa, die von dem Elsflether Reeder Horst Werner Janssen zur Verfügung gestellt wurde, werden die Elsflether maritime Geschichte mit den Schwerpunkten Boots- und Schiffbau, regionale Schifffahrt, Wasserstraßen, maritime Vereine, Loggerfischerei, nautische Ausbildung, Chronometerbau und Simulation einer Schiffsbrücke gezeigt.

## Gebäude
Die Villa Steenken wurde 1907 als Kapitänsvilla gebaut.

Das Gebäude steht unter Denkmalschutz (siehe auch Liste der Baudenkmale in Elsfleth).
Der eineinhalbgeschossige giebelständige historisierende Putzbau auf Sockelgeschoss mit Drempel und Satteldach entspricht dem Bautyp Oldenburger Hundehütte. Linksseitig ist ein Giebelrisalit mit  Eingang und Freitreppe und ein eingeschossiger Vorbau. Rückwärtig wurde ein Wirtschaftsanbau angefügt. Auf der rechten Seite steht ein zweigeschossiger Risalit, davor ein eingeschossiger polygonaler Standerker. Segment- und rundbogige  Fenster, geschossteilende Gesimse, Quaderung, Fensterrahmungen, Brüstungsfelder,  Brüstungsbaluster, Pilaster am Erker und Eingang, Gebälk und Dreiecksgiebel sowie geschnitzten Schwebegiebel  gestalten und gliedern das Haus. 2010 erfolgte der Umbau zum  Schifffahrtsmuseum Unterweser.

## Bootsbau

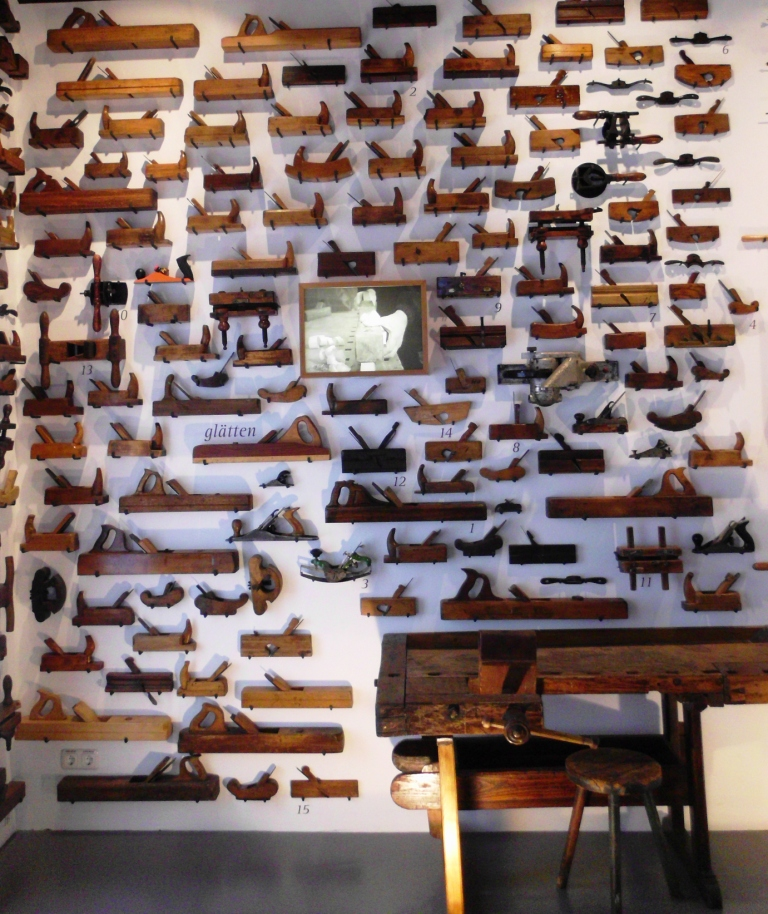
Hobelsammlung der Bootsbauer im Erdgeschoss

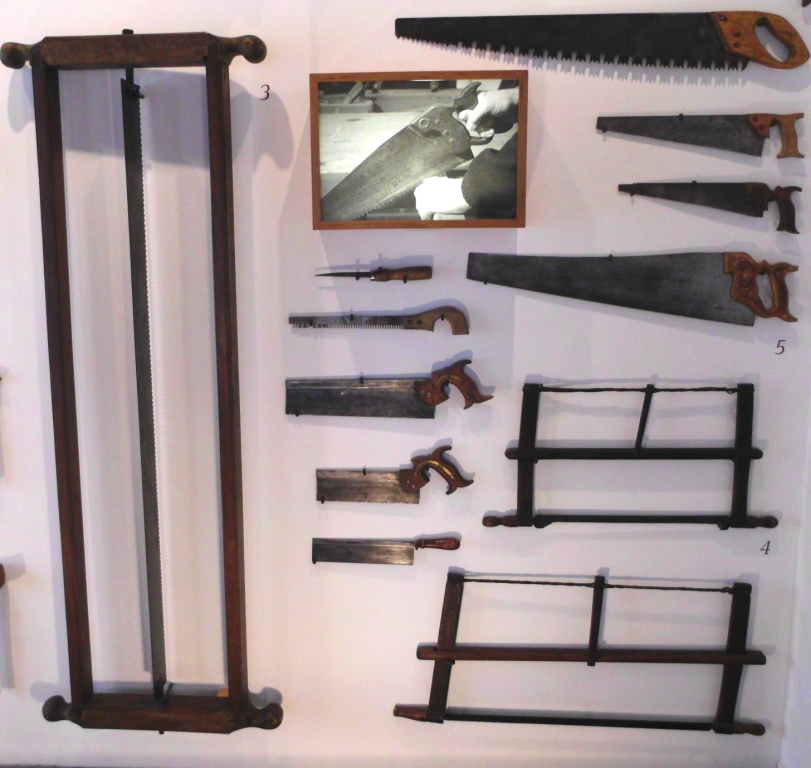
Sägen der Bootsbauer im Erdgeschoss

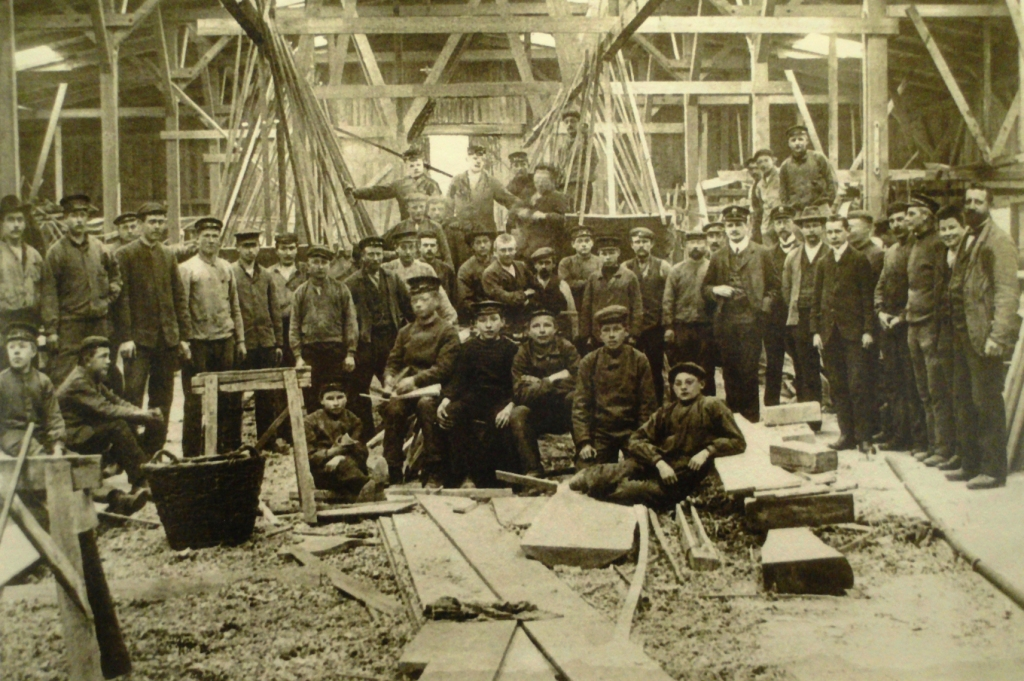
Schiffbauer der Oltmann-Werft

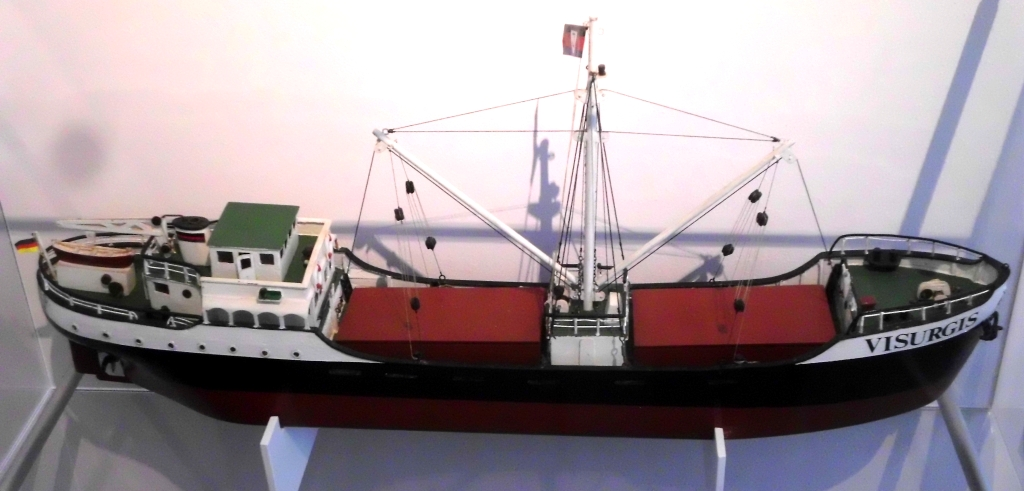
Modell vom Frachter Visurgis, das 1. Schiff von Horst Werner Janssen

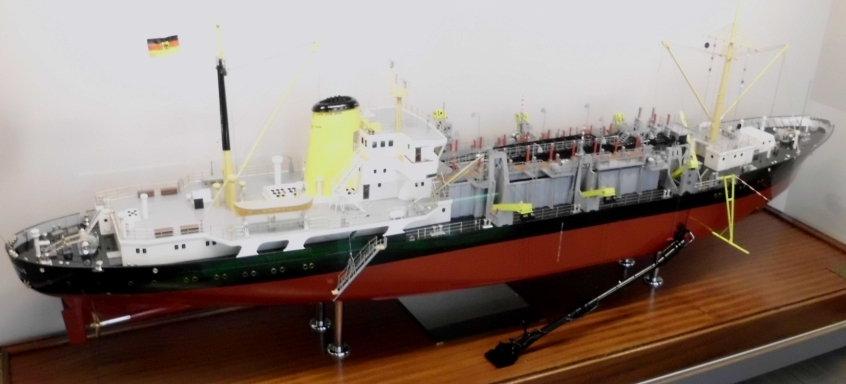
Schwimmbagger

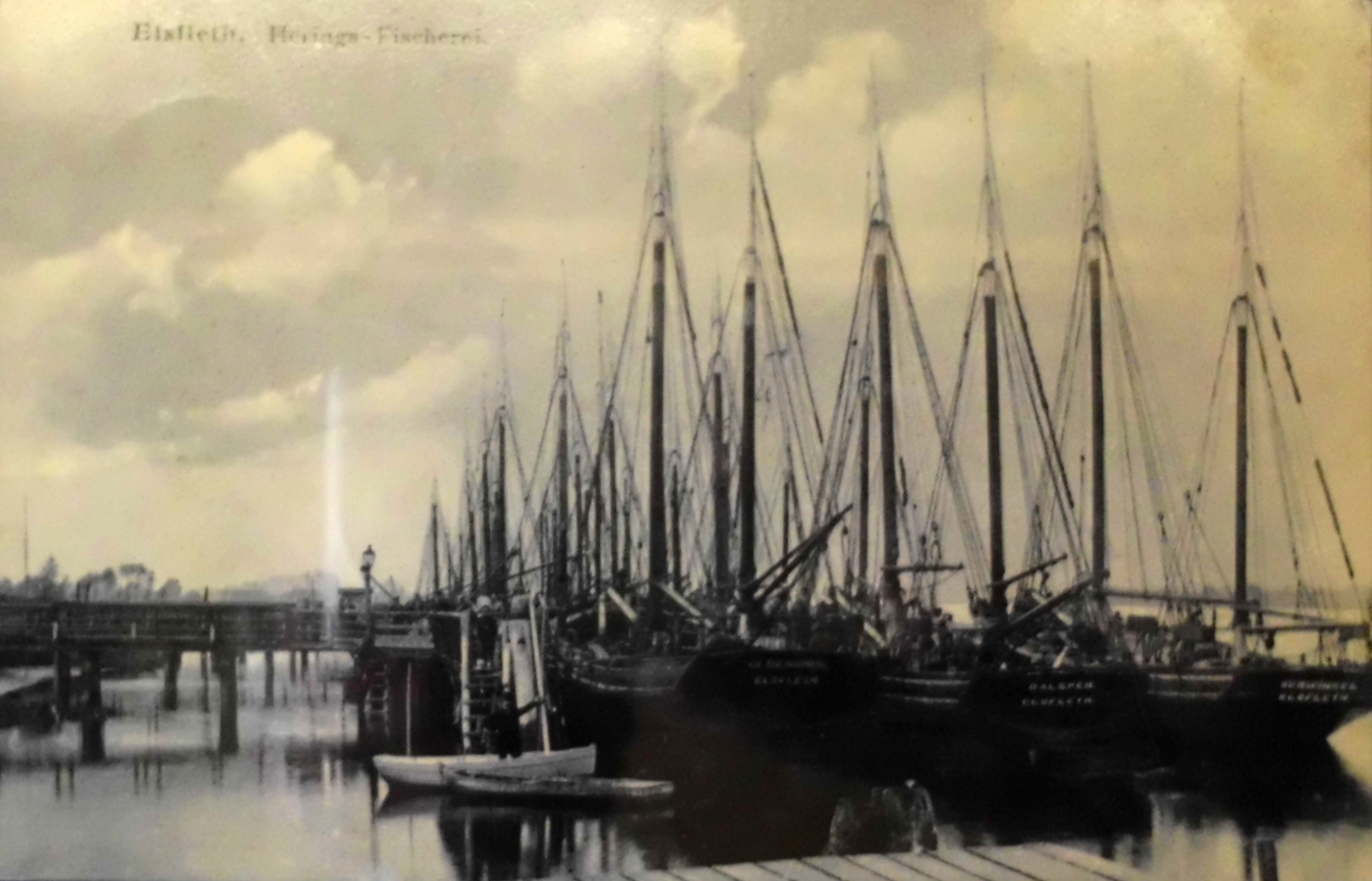
Segellogger der Elsflether Heringsfischerei um 1909

Im Erdgeschoss zum Thema Bootsbau ist ein hölzernes Segelboot im Original mit Messbrief ausgestellt; die zum Bau erforderlichen Werkzeuge befinden sich in gut gefüllten großen Werkzeugkisten unter begehbaren Glasfenstern unter dem hölzernen Fußboden. Eine Stimme gibt Erläuterungen; weitere Informationen werden in hölzernen Schieberegistern gegeben. Wandfotos veranschaulichen die Werkstätten sowie den Arbeitsalltag und zeigen Menschen, die hier seinerzeit gearbeitet haben. Aufwändig gestaltete Lehrbriefe unter Glas zeugen von der Wertschätzung, die dem Handwerk entgegengebracht wurde.
Der nächste Raum zeigt die ungeheure Vielfalt einzelner Bootsbauwerkzeuge, neben den Hobeln hängen verschieden große Sägen, Hämmer, Beitel, Bohrer, Zirkel, Winkel, Dreiecke und andere Mess- und Anreißwerkzeuge an den Wänden.

## Schiffbau
Neben der handwerklichen Arbeit wurde kalkuliert, gerechnet, gezeichnet und sogenannte Risse hergestellt. Mit Hilfe von Halbmodellen und Linienrissen erstellte man strömungsgünstige Boots- und Schiffsformen. Dies wird im Zeichenbüro dargestellt, in dem neben einer Zeichenmaschine verschiedene Hilfsmittel wie Vermessungslatten, Rechenschieber, Kurvenlineale, Straklatte mit den notwendigen Molchen ausgestellt sind.

## Werften
Ein Raum ist den regionalen Werften gewidmet; die erste Werft in Elsfleth wurde 1738 gegründet; zwischen Brake und Elsfleth arbeiteten Mitte des 19. Jahrhunderts 23 Werften und rund 30 Bootsbaubetriebe. Der Eisenschiffbau und der Dampfantrieb erforderten industrielle Einrichtungen und nur wenige Betriebe schafften den Übergang. Neben der noch bestehenden Elsflether Werft, Rolandwerft sowie Jadewerft werden auch die geschlossenen Betriebe wie die C. Lühring Schiffswerft, Heinrich Brand Schiffswerft, Schürenstedt Schiffs- und Bootswerft, Frerichswerft und Schweers Schiffs- und Bootswerft ausführlich in Text, Bildern und Schiffsmodellen präsentiert.

## Regionale Schifffahrt
Elsfleth zählte nach Hamburg und Bremen zeitweise zum drittgrößten Schifffahrtsstandort in Deutschland. 22 Segelschiffs-Reedereien mit über 100 Schiffen, die im internationalen Seeverkehr fuhren, hatten im ausgehenden 19. Jahrhundert in Elsfleth ihren Standort. Der regionalen Schifffahrt ist ein Raum gewidmet, in dem der Schreibtisch vom Reeder Horst Werner Janssen sowie etliche seiner Schiffe im Bild und Modell ausgestellt sind, ebenso Bilder, Modelle und textliche Informationen über die Reedereien Martime, H. Schepers und Ludwig Harms. 1832 wurde hier eine Navigationsschule eingerichtet, die heute als Fachbereich Seefahrt und Logistik der Jade Hochschule Wilhelmshaven Oldenburg Elsfleth noch besteht und in jüngster Zeit erheblich ausgebaut wurde. Die Verbundenheit der ehemaligen Schüler und der Schiffsbesatzungen zeigt sich auch in den maritimen Vereinen der Nautiker und Schiffsingenieure, die in Elsfleth zu Hause sind.

## Wasserstraßen
Ein weiterer Raum ist dem Bau, dem Unterhalt und der Markierung sowie Betonnung von Wasserstraßen gewidmet. Neben Lotsenversetzbooten finden sich hier Schwimmbagger, Eisbrecher, Schlepper, Bereisungsboote sowie Tonnenleger. Eine Kombination von Licht, Sprache und Modellen führt den Besucher durch die selten sichtbare Arbeit der Wasserstraßenämter. Beim genauen Hinsehen sind bei einigen Schiffen, die sehr gut manövrierbar sein müssen, Details zum Antrieb wie z. B. Voith-Schneider-Antrieb zu entdecken. Die jeweils markierten Schiffe leuchten auf und eine elektronische Schautafel verrät technische Details. Neben Zeichnungen und Fotos werden auch schriftlich Einzelheiten zur Aufgabe des Schiffes erläutert.

## Loggerfischerei
Ein Raum zeigt die Elsflether Heringsfischerei, die am 12. Oktober 1896 gegründet wurde, um nach dem starken Rückgang des Werft- und Reedereigeschäfts in Elsfleth neue Erwerbszweige zu erschließen. Ein Film zeigt die einzelne Arbeitsabläufe der Fischer, beginnend beim Fleet aussetzen, einholen, Heringe ausschlagen, ausnehmen, salzen und in Fässer verpacken. Das Haus Elsfleth, in dem dieses Museum eingerichtet wurde, gehörte Dr. Christian Steenken, er war unter anderem Amtsarzt aber auch Vorsitzender der Elsflether Heringsfischerei-Gesellschaft.

## Schiffsbrücke
Das riesige Steuerrad des 1912 gebauten Frachtenseglers Emma kennzeichnet die Fortschritte der Technik, heute helfen Kursregler und elektrohydraulische Rudermaschinen, den Kurs zu halten. Die Simulation einer Schiffsbrücke ermöglicht es dem Besucher, die Rolle des Kapitäns zu übernehmen. Den Fortschritt bei den nautischen Hilfseinrichtungen der vergangenen Jahrzehnte zeigen die ausgestellten optischen und elektronischen Geräte in diesen Räumen.